# Gryphaea

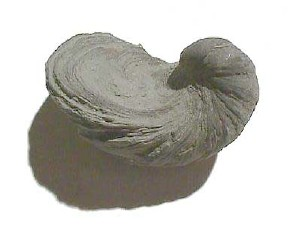
Fossil av Gryphaea arcuata. Exemplaret är 6,8 cm tvärs över.

Gryphaea är ett undersläkte av ostron som karakteriseras av att vänsterskalet är välvt och dess virvel inrullad, medan högerskalet är plant som ett lock.
Gryphaea förekommer särskilt i jura- och kritsystemen, mera sällsynt i tertiär- och kvartärbildningarna. Gryphaea arcuata som är karakteristisk för nedre lias, som också kallas gryfit- eller gryphaeakalk. Gryphaea vesicularis förekommer i norra Europas krita.